# Donald Caskie
Donald Currie Caskie, né le 22 mai 1902 à Bowmore et mort le 27 décembre 1983 à Greenock, est un pasteur de l'Église d'Écosse, célèbre pour ses exploits en France pendant la Seconde Guerre mondiale, au cours de laquelle il a contribué à exfiltrer de France occupée environ 2 000 marins, soldats et aviateurs alliés.

## Biographie

### Jeunesse
Ce fils de petit fermier écossais est né à Bowmore sur l'ile d'Islay en 1902. Ses parents sont Neil Caskie et Margaret, née Currie. Il est membre du Clan Macpherson (en) et a été toute sa vie adhérent de l'association du clan Macpherson. Il a fait ses études à l'école de Bowmore et puis au collège de Dunoon avant d'entrer à l'Université d'Édimbourg pour y étudier les arts et la théologie. Son premier poste pastoral fut dans la petite ville de Gretna, avant de devenir, peu avant la guerre, le pasteur de l'Église écossaise de Paris, située rue Bayard.

### Années de guerre
Ayant vivement dénoncé le nazisme en chaire, le pasteur Caskie choisit de fuir Paris lors de l'invasion allemande de la France en 1940. Au lieu de rejoindre le Royaume-Uni selon les recommandations insistantes de l'Église d'Écosse, il fuit vers le sud, via Bordeaux, refusa de prendre place sur le dernier bateau pour la Grande-Bretagne prévu pour appareiller de Bayonne pour finalement aboutir à Marseille. Là, dans les locaux de la Mission des marins britanniques de Marseille (la "Seamen's mission", située au 46 rue de Forbin, près du Vieux-Port), il mit en place un refuge pour les militaires britanniques égarés. En effet, tous les militaires britanniques n'avaient pas pu être évacués à Dunkerque ; il y avait ceux qui avaient combattu pour défendre la poche de Dunkerque et n'avaient pas pu embarquer ou combattaient trop au sud et avaient été coupés de leur corps expéditionnaire, auxquels s'ajoutaient bien entendu les aviateurs abattus au-dessus de la France. Leur meilleure chance de retour au pays était de rejoindre la zone sud puis l'Espagne. Il envoyait même des télégrammes codés à l'Église d'Écosse à Édimbourg, les informant du nom et des adresses des familles des militaires britanniques évadés se trouvant à Marseille. L’Église d’Écosse pouvait alors informer les familles. Avec l'aide d'Albert Guérisse alias Pat O'Leary (un médecin militaire belge organisateur d'une importante filière d'évasion depuis Marseille par l'Espagne, décoré ultérieurement de la croix de George), des services de renseignement britanniques, du pasteur marseillais Marcel Heuzé, les autorités consulaires américaines et d'autres, Donald Caskie aida quelque 500 militaires alliés à fuir la France,.
Rapidement devenu suspect aux yeux de la police de Vichy et des Allemands, et de plus trahi par un petit délinquant infiltré, Harold Cole, Donald Caskie est arrêté. Le pasteur Heuzé fut arrêté et déporté; il mourut au camp de Ravensbrück aux alentours du 26 avril 1945. Le manque de preuves permit au pasteur Caskie de sauver sa tête ; son utilisation du gaélique semble avoir empêché ses interrogateurs d'exploiter les documents saisis chez lui. Il fut condamné à une peine de prison avec sursis et interdit de résidence à Marseille.
Le pasteur Caskie s'installa alors à Grenoble, où il fut employé par l'université, et assura les fonctions d'aumônier pour les internés militaires et les résidents civils britanniques. Là, il poursuivit ses activités d'assistance aux militaires britanniques évadés avec l'aide des pasteurs de l’Église réformée de Grenoble, Jean Cook et Charles Westphal, et du concierge du temple, M. Brachon. Les Allemands ayant ordonné que tous les civils britanniques résidents dans les pays occupés soient internés en Allemagne, ceux-ci commencèrent à être arrêtés, y compris en zone italienne. Caskie réussit alors à  parlementer avec un commandant italien et réussit à en faire libérer beaucoup. Mais il fut lui-même arrêté et emprisonné à San Remo, dans la vieille forteresse. En 1943, il fut transféré en Allemagne puis à Fresnes pour y être jugé. Il fut condamné à mort. En attendant son exécution, Caskie demanda à voir un pasteur. Cela lui sauva la vie car l'aumônier allemand Hans-Helmut Peters (de) réussit à faire commuer la peine de Caskie en appelant directement à Berlin. Il passa la fin de la guerre dans un camp de prisonniers.

### L’Église écossaise de Paris
Il retrouva sa paroisse de l’Église écossaise de Paris après la Libération. Celle-ci, restée vide pendant toute la guerre, avait beaucoup souffert de ce manque de maintenance, à tel point qu'il fallut décider de la reconstruire en 1950. Pour financer une partie des travaux le Pasteur Caskie décida de publier le récit de ses aventures de guerre, sous le titre "The Tartan Pimpernel", qui parut en 1957. Le titre de son livre, qui se traduirait mot à mot "le mouron tartan" est une allusion au Mouron rouge, personnage de fiction britannique créé au début du XXe siècle par Emma Orczy qui se livre à des activités clandestines en France sous la Terreur, en même temps qu'une allusion aux racines écossaises de l'auteur.
Des défauts importants de construction conduisirent à rénover à nouveau totalement le bâtiment en 1990, date à laquelle le livre de Caskie fut réédité par l’Église d’Écosse pour aider à financer le chantier.

### Fin de carrière et décès
Caskie retourna en Écosse en 1960 pour prendre le poste de pasteur de la paroisse de Old Gourock. En 1961, il devint pasteur à Wemyss Bay et Skelmorlie sur le Firth of Clyde. Il fut enfin pasteur de l'église St-Cuthbert Église à Monkton dans l'Ayrshire.
Il prit sa retraite à Édimbourg à un peu plus de soixante-dix ans et vécut la dernière année de sa vie avec son jeune frère à Greenock. Il est décédé en 1983 et est enterré à Bowmore sur l'ile d'Islay. Certains de ses objets personnels, notamment ses décorations sont visbles à l'église paroissiale de Kilarrow à Bowmore.

### Orientation sexuelle
En 2001, un documentaire de la BBC en langue gaélique a révélé que Donald Caskie était sans doute homosexuel.

## Décorations

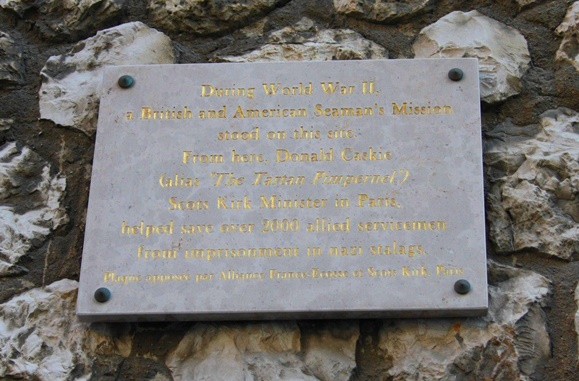
Plaque en mémoire de Donald Caskie et du sauvetage des militaires britanniques pendant la guerre, visible jusqu'en 2013 sur la façace des anciens magasins Biétron, 46 rue de Forbin à Marseille

Il a été nommé officier de l'ordre de l'Empire britannique (OBE) et également décoré par le gouvernement français pour ses services en temps de guerre.
La plaque commémorant le sauvetage des militaires britanniques pendant la Seconde Guerre mondiale par le révérend Donald Caskie, posée en 2003 par l'Association France-Écosse sur le murs des anciens magasins Biétron qui abritait la Seamen's Mission de Marseille, semble avoir disparu à l'occasion de la destruction du bâtiment en 2013.

## Publications
- (en) Donald Caskie, The Tartan Pimpernel Fontana, Londres, 1957 (autobiographie)